# Suctobelbella verrucosa
Suctobelbella verrucosa är en kvalsterart som beskrevs av Chinone 2003. Suctobelbella verrucosa ingår i släktet Suctobelbella och familjen Suctobelbidae. Inga underarter finns listade i Catalogue of Life.